# Viinaluoto, Nyslott
Viinaluoto är en ö i Finland. Den ligger i sjön Orivesi och i kommunen Nyslott i  landskapet Södra Savolax, i den sydöstra delen av landet, 300 km nordost om huvudstaden Helsingfors. Öns area är 0,2 hektar och dess största längd är 70 meter i öst-västlig riktning.